# 산화 수은(I)
산화 수은(I)(酸化水銀(I), 영어: mercury(I) oxide)은 화학식이 Hg2O인 무기 화합물이다. 산화 수은(I)은 물에 용해되지 않았을 때 검은색이나 갈색을 띤다.

## 같이 보기
- 산화 수은(II)